# 스위트 알라바마
《스위트 알라바마》(영어: Sweet Home Alabama)는 2002년 개봉한 미국의 로맨틱 코미디 영화이다. 앤디 테넌트가 연출하였고, 리스 위더스푼, 조시 루커스, 패트릭 뎀프시 등이 출연하였다. 미국에서 2002년 9월 27일 개봉했다.
삼각관계를 다룬 영화로, 주인공 멜러니 스무터는 어릴 적 제이크 페리와 결혼을 약속하지만 어른이 되어 삶의 갈등을 겪으며 새 연인 앤드루 헤닝스를 만난다.

## 줄거리
멜러니는 고향 앨라배마주 피전크리크를 등지고 뉴욕으로 상경해 성공가도를 달리고 있는 패션 디자이너로, 야망이 큰 여자이다. 멜러니는 뉴욕 시장 아들 앤드루와 약혼하게 되면서 잠시 고향으로 돌아가기로 한다. 목표는 남편 제이크와 이혼을 하는 것이다. 멜러니는 앤드루에게 기혼 상태임을 고백하지 않은 채였다.
피전크리크에서 제이크와 재회한 멜러니는 제이크가 이혼 요청을 거절하자 부부 공동 계좌에서 전액을 출금하고 술집에서 술김에 사람들 앞에서 제이크와는 임신을 하는 바람에 결혼했던 거라고 고백한다. 화를 낸 제이크는 멜러니를 집까지 데려다준다. 다음 날 아침 멜러니가 일어나자 제이크가 서명한 이혼 서류가 머리맡에 놓여 있다. 그러나 멜러니는 제이크가 자신을 되찾으려고 뉴욕까지 왔었다는 사실을 알고 공황 상태에 빠진다.
앤드루는 멜러니를 보려고 피전크리크로 깜짝 방문을 하고, 제이크는 그를 우연히 만나 멜러니의 약혼자임을 알게 된다. 제이크는 자신이 멜러니 사촌이라고 속이고 접근한다. 앤드루는 멜러니가 제이크와 결혼했었다는 걸 알고 화가 나 자리를 박차고 나가버린다. 그러나 앤드루는 돌아와 사과하고 멜러니에게 여전히 사랑한다고 고백한다. 두 사람은 피전크리크에서 결혼하기로 결정한다.
결혼식 날 멜러니가 식장에 입장한 순간 변호사가 급히 찾아와 이혼 서류에 제이크 서명은 있지만 멜러니 본인 서명이 빠져있어 멜러니가 아직 기혼 상태임을 알린다. 실수를 알아차리고 서명을 하려던 멜러니는 잠시 생각에 휩싸였다가 서명하지 않기로 하고 결혼식장을 떠난다.
멜러니는 10살 때 제이크와 첫 키스를 했던 해변가에서 제이크를 찾아낸다. 제이크가 남편은 어쩌고 여기에 있냐고 묻자 멜러니는 내 남편은 지금 내 눈앞에 있다고 말한다. 둘은 멜러니와 앤드루를 위해 마련돼있던 피로연장에서 처음 부부로서 춤을 춘다.
엔딩 크레디트에서 딸 한 명이 생긴 제이크와 멜러니 부부 모습이 비춰지고, 앤드루가 다른 여성과 결혼했음을 알리는 신문 기사가 나온다.

## 출연
| 배우               | 역할                              |
| ------------------ | --------------------------------- |
| 리스 위더스푼      | 멜러니 카마이클(스무터) 역        |
| 조시 루커스        | 제이크 페리 역                    |
| 패트릭 뎀프시      | 앤드루 헤닝스 역                  |
| 캔디스 버건        | 케이트 헤닝스, 앤드루의 어머니 역 |
| 메리 케이 플레이스 | 펄 스무터 역                      |
| 프레드 워드        | 얼 스무터 역                      |
| 진 스마트          | 스텔라 케이 페리 역               |
| 이선 엠브리        | 보비 레이 베일리 역               |
| 멜러니 린스키      | 럴린 역                           |
| 코트니 게인스      | 웨이드 보안관 역                  |
| 메리 린 라이스커브 | 도러시아 역                       |
| 로나 미트라        | 태버사 워드모어스미스 역          |
| 네이선 리 그레이엄 | 프레더릭 몬태나 역                |
| 케빈 서스먼        | 배리 로언스틴 역                  |
| 토머스 커티스      | 제이크 아역                       |
| 다코타 패닝        | 멜러니 아역                       |

## 반응

### 흥행
9월 개봉 영화 중 가장 큰 성공을 거뒀으며 개봉 첫 주 3,500만 달러를 벌어들였다. 미국 개봉의 막을 내릴 무렵 총 1억 2,700만 달러를 벌어들였으며 국제적으로는 $53,399,006 정도를 벌어들였다.

### 평가
비평가들은 거의 혹평했으며 로튼 토마토에선 153개 비평 중 37% 정도만이 긍정 평가를 내렸다.

## 수상
- 2003 BMI 영화음악상 - 조지 펜턴
- 2003 틴 초이스 상 - 코미디 부문
- 2003 틴 초이스 상 - 리스 위더스푼; 조시 루커스
- 2003 틴 초이스 상 여우주연상 후보 - 리스 위더스푼
- 2003 틴 초이스 상 최고의 여자 악인역 - 캔디스 버건
- 2003 MTV 영화상 여우주연상 후보 - 리스 위더스푼